# KNDS France

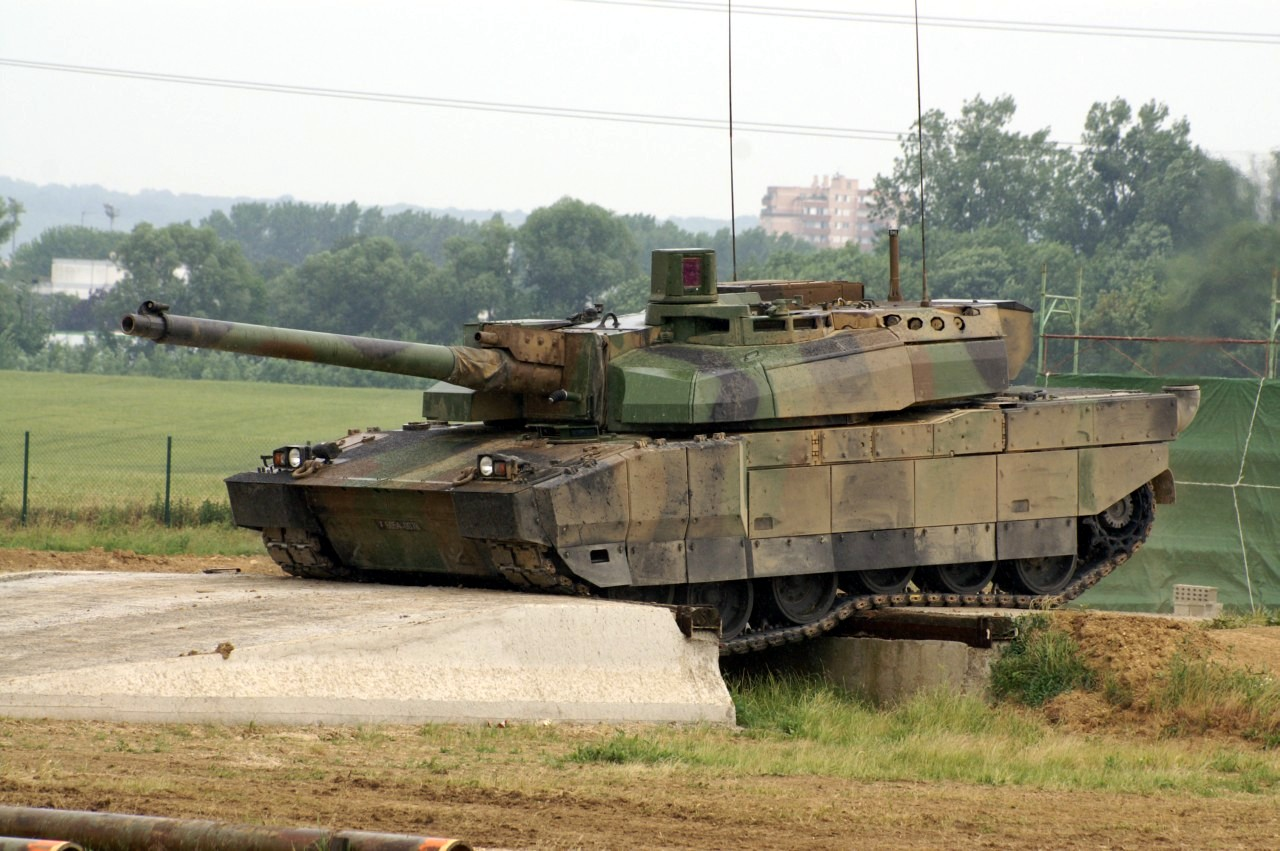
Kampfpanzer Leclerc

Das französische Rüstungsunternehmen KNDS France S.A., vorher Nexter genannt, ging 2006 aus der staatlichen Giat Industries hervor und gehört seit 2015 zur neugegründeten deutsch-französischen Holding KNDS. Schwerpunkte der Geschäftstätigkeit sind Rad- und Kettenfahrzeuge sowie Handfeuerwaffen und Munition. Daneben ist KNDS France Zulieferer für Werften und die Luftfahrtindustrie.

## Geschichte
Die Ursprünge der französischen Rüstungsindustrie finden sich bereits zu Beginn des 17. Jahrhunderts, als unter der Herrschaft Ludwigs XIV. ein magasin royal des armes de la Bastille in Paris gegründet wurde. Diesem Beispiel folgend wurden nach und nach auch in der Provinz eigene Rüstungsbetriebe aufgebaut. Beispielsweise die Manufacture d’armes de Saint-Étienne (1764), Übernahme der Manufacture nationale d’armes de Tulle (1777), in Bourges (1865), Tarbes (1870) und Roanne (1918). Einige bedeutende Erfindungen auf dem Gebiet der Waffenentwicklung gelangen; so entwickelte der Ingenieur Jean-Baptiste Vaquette Mitte des 18. Jahrhunderts neuartige Geschütze und reformierte die Artillerie. Die war einer der Gründe für die Überlegenheit der französischen Truppen während der Koalitionskriege. Auch das Mitte der 1850er-Jahre entwickelte Chassepotgewehr oder der erste französische Panzer FT entstammten diesen Waffenfabriken.
Nach der französischen Kapitulation im Zweiten Weltkrieg (Juni 1940) und der Befreiung durch die Westalliierten 1944 entschloss sich die neugewählte Regierung, die Rüstungsbetriebe in der DEFA (Direction des Études et Fabrications d’Armes) zusammenzufassen. Aus diesem Zusammenschluss gingen internationale Exportschlager wie der Panzer AMX-13 hervor. Die Neuordnung war 1971 mit der Gründung von GIAT (Groupement Industriel de l’Armement Terrestre) vorerst beendet.

### Umstrukturierungen 1990 und 2006

Logo von Giat Industries

Im Juli 1990 wurde das Unternehmen Giat Industries gegründet. Mit dem Ende des Kalten Krieges änderte sich jedoch auch für Giat das Marktumfeld. Wie in anderen westlichen Staaten sank auch in Frankreich der Bedarf an Kampfpanzern und Artilleriesystemen. Für Giat kam erschwerend hinzu, dass Anfang der Neunzigerjahre bei den französischen Streitkräften mit dem Leclerc ein neuer Kampfpanzer eingeführt werden sollte. Dieser kam nun „zu spät“ und wurde daher in weit geringerer Stückzahl gefertigt als vergleichbare Modelle, wie der M1A1 oder der Leopard 2. Das Unternehmen war stark defizitär und litt an Überkapazitäten, bürokratischen Strukturen und einem nicht auf die neuen, asymmetrischem Bedrohungen ausgerichteten Produktportfolio. Eine schmerzhafte Umstrukturierung war die Folge. Giat Industries blieb formal bestehen, ein Großteil des operativen Geschäfts wurde aber 2006 in das neue Tochterunternehmen Nexter überführt.
Von den ehemals ca. 15.000 Arbeitsplätzen waren 2009 nur noch knapp 3.000 vorhanden. Die Anzahl der Standorte wurde von 14 auf 7 reduziert. Gleichzeitig wurde aber auch ein bedeutender Teil der Produktion ausgelagert. So ist der Anteil der Zulieferer an den Kosten von 58 % (1998) auf über 80 % (2008) gestiegen. Das Unternehmen erwirtschaftete im Geschäftsjahr 2008 den dritten Jahresüberschuss in Folge, blieb dennoch stark von den Bestellungen der französischen Armee abhängig; nur 17 % des Umsatzes wurde im Ausland gemacht.

### Fusion
Am 1. Juli 2014 wurde zwischen dem deutschen Rüstungsunternehmen Krauss-Maffei Wegmann und Nexter beschlossen, bis Frühjahr 2015 unter einer gemeinsamen Holding namens KANT (Akronym für KMW And Nexter Together) zusammenzugehen. Der Vertragsabschluss erfolgte am 29. Juli 2015. Das Unternehmen firmiert unter dem Namen KNDS (KMW + NEXTER Defence Systems) und hat seinen Sitz in Amsterdam. Seit dem 8. April 2024 firmiert die Gruppe als KNDS, Krauss-Maffei Wegmann als KNDS Deutschland und Nexter Systems als KNDS France. Damit soll ein einheitlicher Markenauftritt gewährleistet werden.

## Produkte
Der Betrieb entwickelt und produziert eine Vielzahl von militärischen Gerätschaften für die französische Armee und für ausländische Armeen:
- Sturmgewehr FAMAS
- 20-mm-Maschinenkanone M621
- Panzerabwehrhandwaffe APILAS
- Kampfpanzer AMX-30 und Leclerc
- Panzerwagen AMX-10 RC
- Schützenpanzer AMX-10P
- Radpanzer Véhicule de l'Avant Blindé
- Radpanzer Nexter Titus mit Tatra Trucks
- Späh- und Schützenpanzerfahrzeug Véhicule Blindé de Combat d’Infanterie
- 155-mm-Artilleriegeschütz CAESAR
- 105-mm-Artilleriegeschütz LG1